# أليكسي تشيريكوف
أليكسي تشيريكوف (بالإنجليزية: Aleksei Chirikov)‏ كان ملاحًا ونقيبًا ومستكشفًا روسيًا.